# 青城县 (山东省)
青城縣，中国旧县名。
元太宗七年(1235年)置，治所即今山東省北部高青縣青城。明朝洪武二年(1369年)廢，十四年(1381年) 復置，屬濟南府。清朝雍正十三年(1735年)，改屬武定府。1948年與高苑縣合并為高青縣。

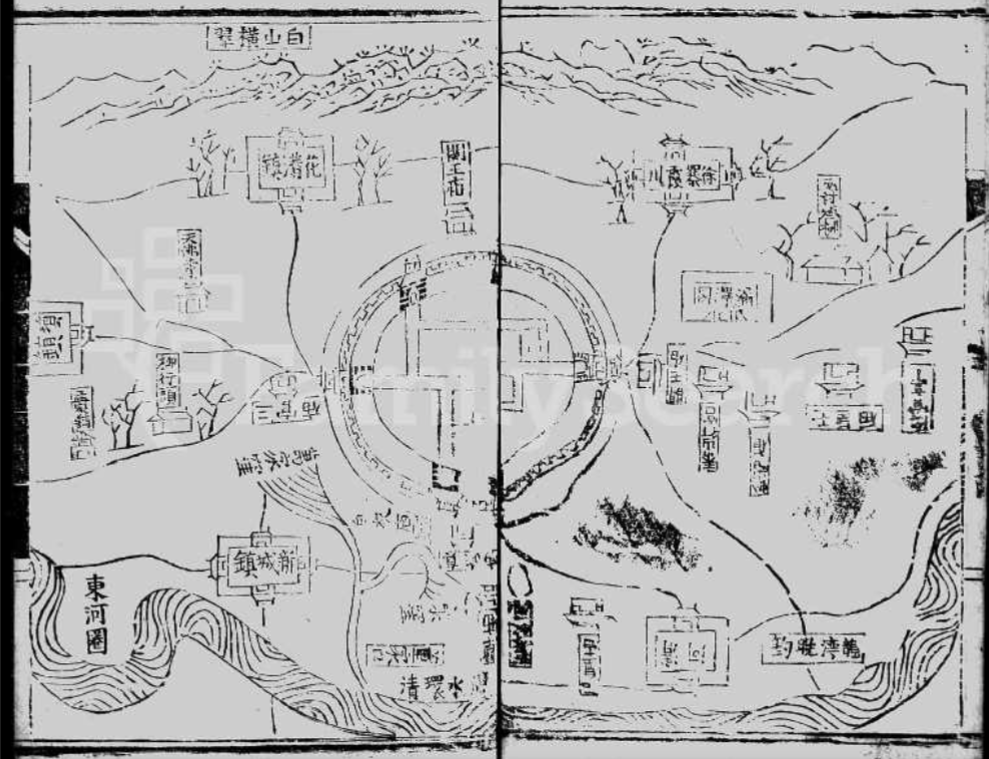
明朝万历年间青城县地图

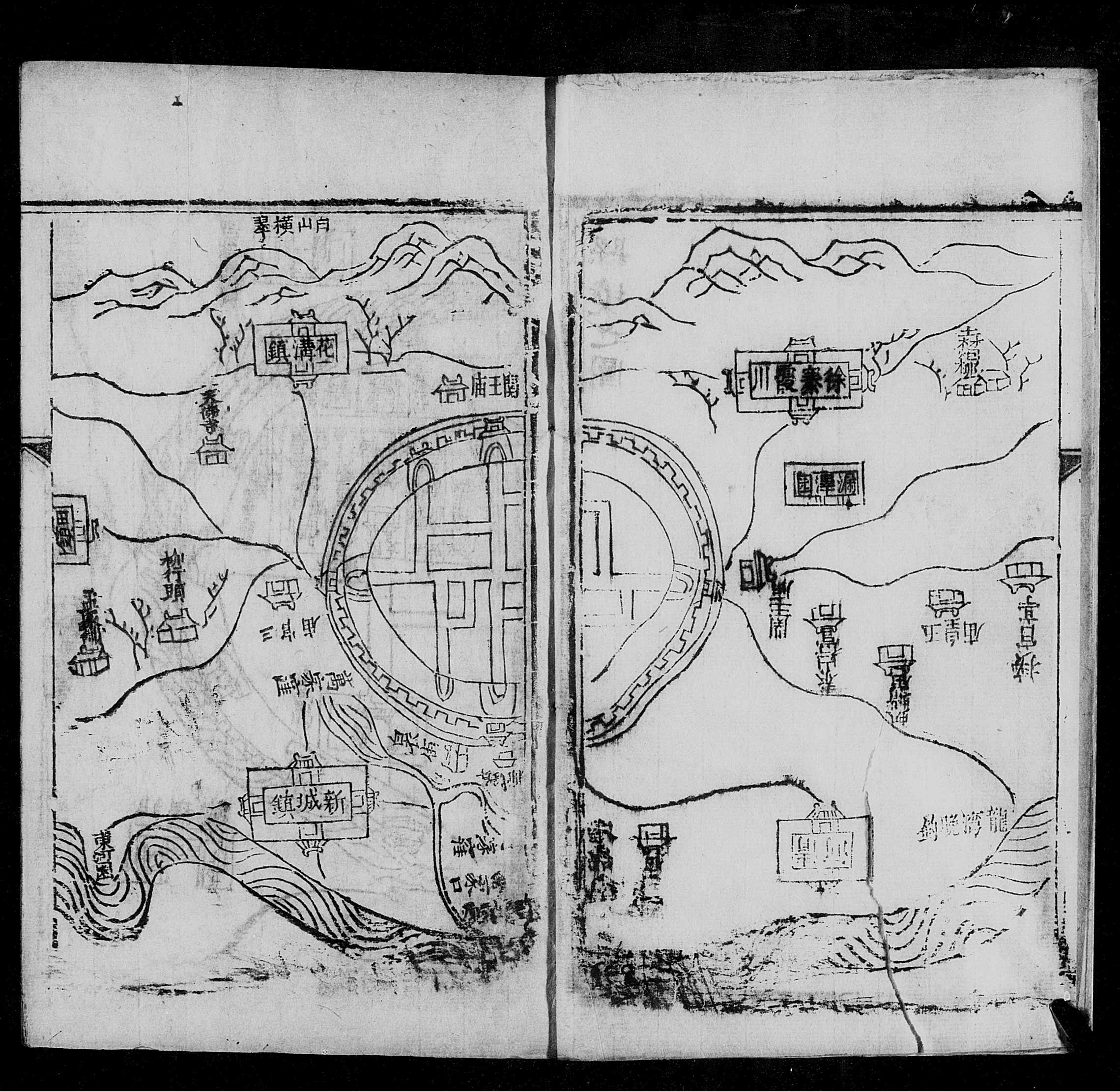
清朝道光22年青城县志地图。该图为上南下北。

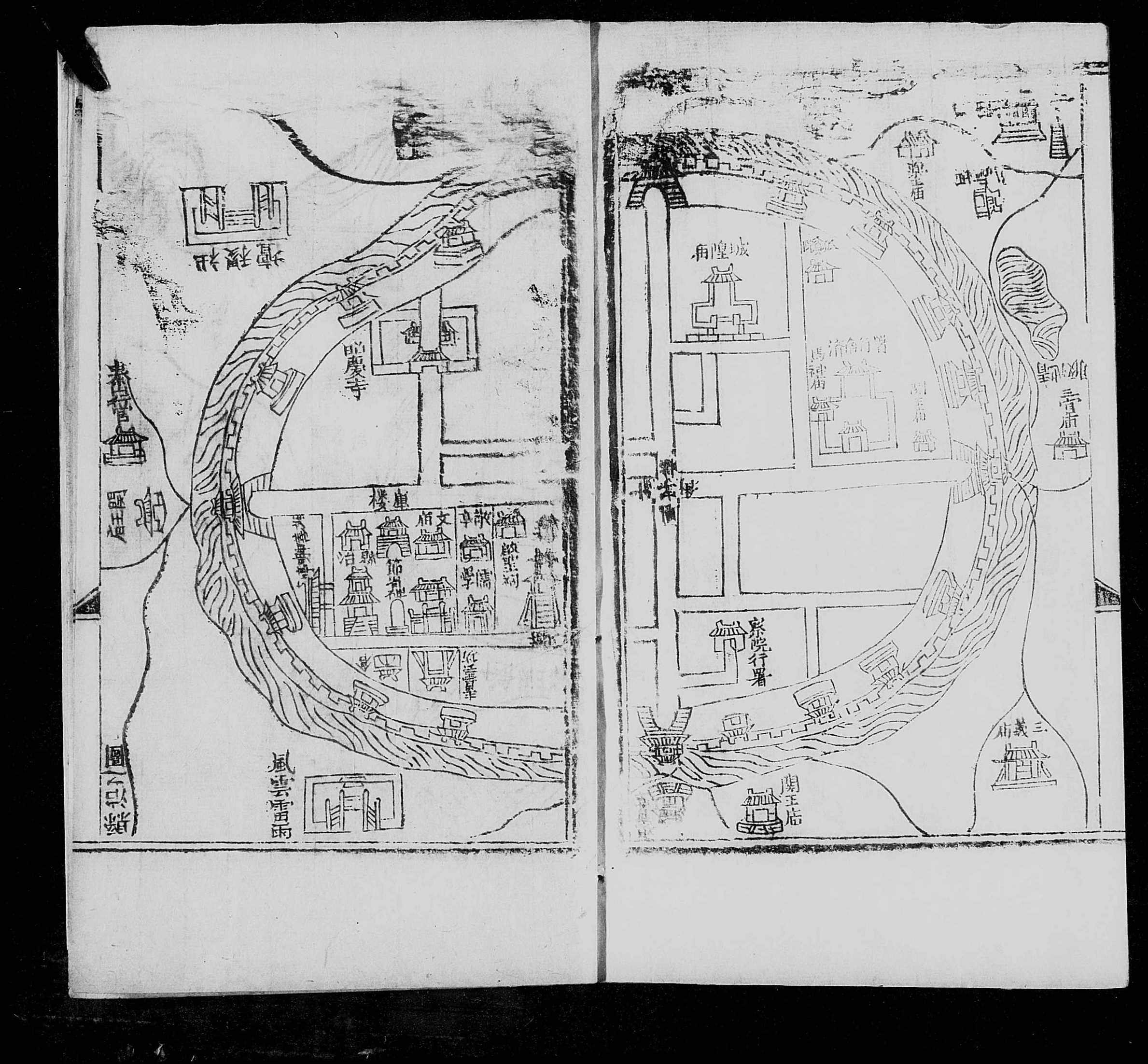
清朝道光22年青城县志县城平面图。文昌阁在县城中偏西南

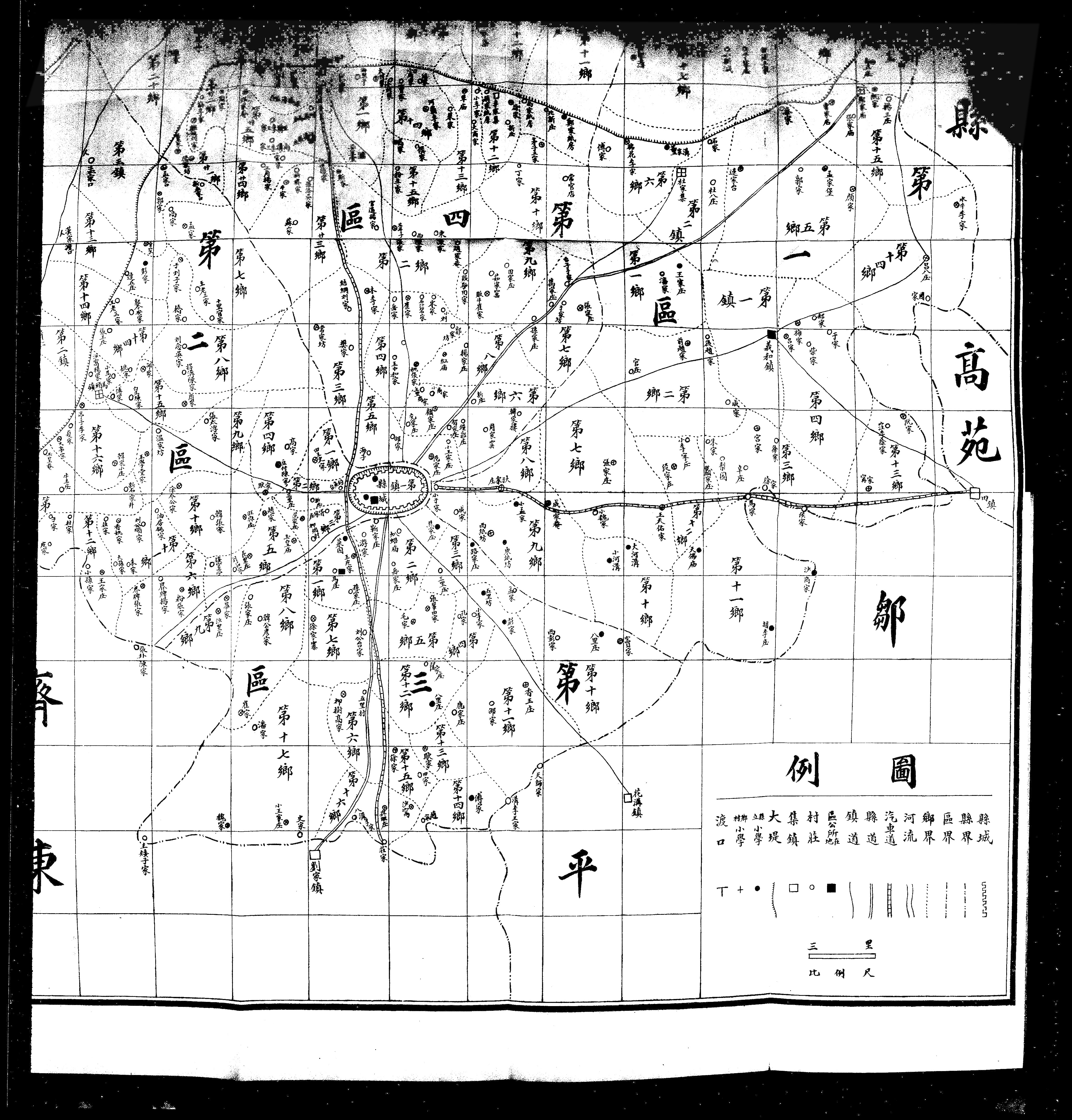
1935年青城县地图